# 吉田恵美
吉田 恵美（よしだ えみ、1983年9月10日 - ）は、京都府出身の元女子バスケットボール選手である。ニックネームは「エミ」。ポジションはC/F。トヨタ自動車アンテロープス所属。

## 来歴
桃山中学校でバスケを始め、紫野高校では1年でインターハイに出場、3年でウィンターカップ初出場を果たす。
その後、立命館大学に進学。4年で関西リーグ準優勝を経験し、インカレにも出場。ユニバーシアード日本代表にも選ばれる。
卒業後、トヨタ自動車に入社。1年目は25試合出場して平均得点5.76を残すが、怪我の影響もあり2シーズン目は12試合に減少。3シーズン目は1試合も出場できなかった。
2011年引退。

## 経歴
- 紫野高校 - 立命館大学 - トヨタ自動車（2006年〜2011年）

## 日本代表歴
- 2005年ユニバーシアード